# Llista de videojocs recreatius
Aquest article és una llista de videojocs de màquines recreatives organitzades alfabèticament per nom. Però no estan inclosos els videojocs d'ordinador ni de consola que hagin pogut ser llançats com a videojocs recreatius.
| Índex A B C D E F G H I J K L M N O P Q R S T U V W X Y Z |

## 0-9
- '99 The Last War
- 005
- 10 Pin Deluxe
- 10-Yard Fight
- 18 Wheeler
- 1941: Counter Attack
- 1942
- 1943 Kai
- 1943: The Battle of Midway
- 1944: The Loop Master
- 19th Hole
- 19XX: The War Against Destiny
- 2 On 2 Open Ice Challenge
- 2020 Super Baseball
- 21 Blackjack
- 280 ZZZAP
- 3 Count Bout
- 3 Cushion Billiard
- 3 On 3 Dunk Madness
- 3-D Bowling
- 3DDX
- 4-D Warriors
- 4-Player Bowling Alley
- 40-0
- 500cc GP
- 64th Street: A Detective Story
- 720°
- 8 Ball Action
- 800 Fathoms
- 9 Ball Shootout!

## A
- A.B. Cop
- A.D. 2083
- A.P.B.
- Aa Eikou No Koshien
- AAArgh!
- Ab$cam
- Ace
- Ace Driver
- Ace Driver: Victory Lap
- Acrobat
- Acrobat Mission
- Acrobatic Dog-Fight
- Act-Fancer: Cybernetick Hyper Weapon
- Action Fighter
- Action Hollywood
- Action Pac
- Addams Family, The
- Adventure Island
- Adventure Quiz 2: Hatena? no Daibouken
- Adventure Quiz: Capcom World
- Adventures of Major Havoc
- The Adventures of Robby Roto!
- Aero Fighters (EUA) / Sonic Wings, la saga (Japó)
- Aeroboto
- After Burner
- After Burner II
- After Burner Climax
- Aggressors of Dark Kombat
- Air Assault
- Air Buster
- Air Combat
- Air Combat 22
- Air Duel
- Air Gallet
- Air Inferno
- Air Raid
- Air Rescue
- Air Strike
- Air Trix
- Airline Pilots
- Airwolf
- Ajax
- Akka Arrh
- Akkanvader
- Akuma
- Akumajou Dracula
- Akuu Gallet
- Albegas
- Alcon
- Ales no Tsubasa: The Legendary Soldiers
- Aleste 2
- Alex Kidd: The Lost Stars
- Ali Baba and the 40 Thieves
- Alice in Wonderland
- Alien³: The Gun
- Alien Arena
- Alien Crush
- Alien Invader
- Alien Invasion Part II
- Alien Storm
- Alien Syndrome
- Alien vs. Predator
- Aliens
- All American Football
- All-Japan Pro Wrestling featuring Virtua
- Alley Master
- Alley Rally
- Alligator Hunt
- Alpha 1 (Prototip)
- Alpha Mission
- Alpha Mission II
- Alpine Racer
- Alpine Racer 2
- Alpine Ski
- Alpine Surfer
- Altered Beast
- Amatelass
- The Amazing Adventures of Mr. F. Lea
- The Amazing Maze Game
- Amazon
- Ambush
- American Football
- American Horseshoes
- American Poker II
- American Speedway
- AmeriDarts
- Amidar
- Amman De Pinky
- Andro Dunos
- Angel Eyes
- Angel Kids
- Angler Dangler
- Animal Soccer
- Anime Champ
- Antarctic Adventure
- Anteater
- Anti-Aircraft II
- Apache 3
- Ape Escape: Pumped & Primed - Namco
- Apparel Night
- Appoooh
- Aqua Jack
- Aqua Jet
- Aqua Rush
- Aquarium
- Arabian
- Arabian Fight
- Arabian Magic
- Arbalester
- Arcade Classics
- Arch Rivals
- Arctic Thunder
- Area 51
- Area 51: Site 4
- Area 88 (Japó) / U.N. Squadron (EUA)
- Argus
- Ark Area
- Arkanoid
- Arkanoid Returns
- Arkanoid - Revenge of Doh
- Arlington Horse Racing
- Arm Champs
- Arm Champs II
- Arm Wrestling
- Armadillo Racing
- Armed Formation F
- Armed Police BatRider
- Armor Attack
- Armored Car
- Armored Warriors (A tot els món) / Powered Gear (Japó)
- Arrow Bingo
- Art of Fighting, la saga
- Ashita Tenki Ninaare
- Ashura Blaster
- ASO
- ASO II: Last Guardian
- Assassin
- Assault
- Assault Plus
- Asterix
- Asteroids
- Asteroids Deluxe
- Astra Super Stars
- Astro Battle
- Astro Blaster
- Astro Chase
- Astro Fantasia
- Astro Fighter
- Astro Invader
- Astro Race
- Astrohockey
- Astron Belt
- The Astyanax
- Asuka & Asuka
- Asura Blade: Sword Of Dynasty
- Asura Buster: Eternal Warriors
- Asylum
- Ataxx
- Athena
- Athena No Hatena?
- The Athlete
- Atomic Boy
- Atomic Castle
- Atomic Point
- Atomic Punk
- Atomic Punk 2: Global Quest
- Atomic Robo-Kid
- Attack
- Attack of the Zolgear
- Aurail
- Auto Test
- AV2 Mahjong No. 2: Rouge no Kaori
- AV2 Mahjong No. 1: Bay Bridge no Seijo
- Avalanche
- Avenger
- Avengers
- Avengers in Galactic Storm
- Avenging Spirit
- Aztarac
- Azumanga Daioh Puzzle Bobble
- Azurian Attack

## B
- B-Wings
- B.C. Story
- B. Rap Boys
- B.O.T.S.S.
- Baby Pac-Man
- Back Fire
- Back Street Soccer
- Backfire!
- Bad Dudes vs. Dragonninja
- Badlands (Midway)
- Badlands (Atari)
- Bagman
- Baka Tono-sama Mahjong Manyuki
- Baku Baku Animal
- Bakumatsu Roman Daini Tobari: Gekka no Kenshi
- Bakumatsu Roman: Gekka no Kenshi
- Bakuretsu Breaker
- Bakuretsu Crash Race
- Bakuretsu Quiz Ma-Q Dai Bouken
- Bakutotsu Kijuutei
- Bal Cube
- Ball Park
- Ball Park II
- Balloon Bomber
- Balloon Brothers
- Balloon Fight
- Baluba-Louk No Densetsu
- Bandido
- Bang Bang Ball
- Bang Bead
- Bang!
- Bank Panic
- Baraduke
- Barracuda
- Barricade
- Barricade II
- Barrier
- Baseball Stars 2
- Baseball Stars Professional
- Baseball Stars - Be a champ!
- Baseball The Season II
- Bases Loaded
- Basketball
- Bass Angler
- Batman
- Batman Forever: The Arcade Game
- Batsugun
- Battlantis
- Battle Arena Toshinden 2
- Battle Bakraid
- Battle Balls
- Battle Bird
- Battle Blaze
- Battle Chopper
- Battle Circuit
- Battle City
- Battle Climaxx!
- Battle Cross
- Battle Cruiser M-12
- Battle Fantasia
- Battle Field
- Battle Flip Shot
- Battle Garegga
- Battle Gear, la saga
- Battle K-Road
- Battle Lane Vol. 5
- Battle of Atlantis
- Battle Rangers
- Battle Shark
- Battle Station
- Battle Tryst
- Battle Vision
- Battle Vision (Prototype)
- Battle Wings
- The Battle-Road
- BattleCry
- Battletech
- Battletoads
- Battlezone
- Bay Route
- Bazooka
- Beach Festival World Championship 1997
- Beach Head 2000
- Beach Spikers
- Beam Invader
- Beast Busters
- Beast Busters: Second Nightmare
- Beastie Feastie
- Beastorizer
- Beastorizer 2
- Beat Head
- Beat Player 2000
- Beat The Champ
- Beatmania, la saga
- Beatmania III
- BeatmaniaIIDX, la saga
- Beezer
- Bega's Battle
- Ben Bero Beh
- Ben Hur
- Berabow Man (Bravoman)
- The Berlin Wall
- Bermuda Triangle
- Berzerk
- Best Bout Boxing
- The Big Apple
- Big Buck Hunter
- Big Bucks Trivia
- Big Bucks Trivia Quest
- Big Event Golf
- Big Haul
- Big Karnak
- The Big One
- The Big Pro Wrestling!
- Big Run
- Big Striker
- Big Tournament Golf
- Big Twin
- Bigfoot Bonkers
- Bijokko Gakuen
- Bijokko Yume Monogatari
- Billiard Academy Real Break
- Bio F.R.E.A.K.S.
- Biomechanical Toy
- Bionic Commando (EUA) / Top Secret (Japó)
- Bio-Attack
- Bio-Hazard Battle
- Bio-ship Paladin
- BiPlane
- BiPlane 4
- Birdie King
- Birdie King 2
- Birdie King 3
- Birdie Try
- Birdiy
- Bishoujo Janshi Pretty Sailor 18-kin
- Bishoujo Janshi Pretty Sailor 2
- Bishoujo Senshi Sailor Moon
- Blacklight Bowling for Jackpots
- Black Dragon
- Black Heart
- Black Hole
- Black Panther
- Black Tiger (EUA) / Black Dragon (Japó)
- Black Widow
- Blade Master
- Blade of Honor
- Blades of Steel
- Blandia
- Blast Off
- Blasted
- Blaster
- Blasteroids
- Blasto
- Blazeon
- Blazer
- Blazing Star
- Blazing Tornado
- Block Block
- Block Carnival
- Block Fiber
- Block Gal
- Block Game
- Block Hole (EUA) / Quarth (Japó)
- Block Out
- Blockade
- Blocken
- Blomby Car
- Blood Bros.
- Blood Warrior
- BloodStorm
- Bloody Roar 3
- Bloody Wolf
- Blox
- Bloxeed
- Blue Hawk
- Blue Print
- Blue Shark
- Blue's Journey
- BMX Heat
- Boardwalk Casino
- Body Slam
- Bogey Manor
- Bomb Bee
- Bomb Jack
- Bomb Jack Twin
- Bomberman
- Bomberman World
- Bomberman: Panic Bomber
- Bombs Away
- Bonanza Bros.
- Bonk's Adventure (EUA) / B.C. Kid (a tot el món) / Kyukyoku PC Genjin (Japó)
- Bonze Adventure
- Boogie Wings
- Boomer Rang'r
- Boomerang
- Boong-Ga Boong-Ga
- Boot Camp
- Boot Hill
- Border Down
- Borderline
- Borench
- Bosconian
- Bottom of the Ninth
- Boulder Dash
- Bouncer
- Bouncing Balls
- The Bounty
- Bowl-O-Rama
- Bowling Alley
- Boxing
- Boxing Bugs
- Boxing Mania: Ashita no Joe
- Boxy Boy (EUA) / Souko Ban Deluxe (Japó)
- Brabo-Man
- Brain
- Brave Blade
- Brave FireFighters
- Breakers
- Breakers Revenge
- Breakout
- Breakthru (EUA) / Kyohkoh-Toppa (Japó)
- Bristles
- Brix
- Brute Force
- Bubble 2000
- Bubble Bobble
- Bubble Memories
- Bubble Puzzle 97
- Bubble Symphony
- Bubbles
- Buck Rogers: Planet of Zoom
- Bucky O'Hare
- Bug Busters
- Buggy Boy / Speed Buggy
- Buggy Challenge
- Bull Fight
- Bull Fighter
- Bulls Eye Darts
- Bump 'n' Jump (EUA) / Burnin' Rubber (Japó)
- Burgertime
- Burglar X
- Buriki One: World Grapple Tournament '99 in Tokyo
- Burning Fight
- Burning Force
- Burning Rival
- Burning Rush
- Bust-A-Move (EUA) / Puzzle Bobble (Japó), la saga
- Buster Bros (EUA) / Pang (a tot el món) / Pomping World (Japó)
- Buster Buddies
- Butasan

## C
- Cabal
- Cachat
- Cadash
- Cadillacs & Dinosaurs
- Cadillacs Kyouryuu-Shinseiki
- Cafe Break
- Cal.50
- California Chase
- California Speed
- Calipso
- Calorie Vs. Moguranian
- Cameltry
- Cannon Ball
- Cannon Spike
- Canyon Bomber
- Capcom Fighting All-Stars
- Capcom Fighting Evolution
- Capcom Fighting Jam
- Capcom Golf
- Capcom Sports Club
- Capcom vs. SNK: Millennium Fight 2000
- Capcom vs. SNK 2
- Capcom World 2
- Capsule Invader
- Captain America and the Avengers
- Captain Commando
- Captain Silver
- Captain Tomaday
- Captain Zapp
- Car Hunt
- CarnEvil
- Carnival
- Centipede
- Chack'n Pop
- Chain Reaction (a tot el món) / Magical Drop (Japó)
- Champion Base Ball
- Championship Bowling
- Championship Sprint
- Chase H.Q.
- Cheyenne
- Chiller
- Choplifter
- Circus Charlie
- Cisco Heat
- City Connection
- Cloak & Dagger
- Cliff Hanger
- Clu Clu Land
- Club Kart
- Columns
- Combat
- Combatribes
- Commando
- Computer Space
- Congo Bongo
- Continental Circus
- Contra
- Cosmo Gang the Puzzle
- Cosmo Gang the Video
- Cotton
- Counter-Strike Neo
- Crazy Climber
- Crazy Kong
- Crazy Taxi
- Crazy 8's
- Crime Patrol
- Crime Fighters
- Crime Fighters 2
- Crisis Zone
- Crossbow
- Cruis'n Exotica
- Cruis'n USA
- Cruis'n World
- Crush Roller (Japó) / Make Trax (a tot el món)
- Crystal Castles
- Cutie Q
- Cyber Sled
- Cyber Troopers Virtual On
- Cyber Troopers Virtual On Force
- Cyber Troopers Virtual On Oratorio Tangram
- Cyberball
- Cyberbots: Full Metal Madness
- Cyclone

## D
- Dance Dance Revolution, la saga
- Dance Freaks / Dance Maniax
- Dancing Stage
- Dangerous Seed
- Dangun Feveron
- Daraku Tenshi - The Fallen Angels
- Darius, la saga
- Dark Adventure
- Dark Stalkers: The Night Warriors (a tot el món) / Vampire: The Night Warriors (Japó)
- Daytona USA, la saga
- Dead or Alive
- Death Race
- Deep Freeze
- Defender
- Demon's World / Horror Story (Japó)
- Derby Owners Club
- Devastators
- Devil World
- Diamond Run
- Die Hard Arcade / Dynamite Deka (Japó)
- Dig Dug
- Dig Dug II
- Dimahoo (a tot el món) / Great Mahou Daisakusen (Japó)
- Dinosaur King
- Dirt Fox
- Discs of Tron
- DJ Boy
- Do! Run Run
- DoDonPachi
- DoDonPachi Dai Ou Jou
- DonPachi
- Domino Man
- Don Doko Don
- Donkey Kong
- Donkey Kong 3
- Donkey Kong Jr.
- Double Dragon, la saga
- Double Dragon (videojoc de Neo-Geo)
- Double Dribble
- Dragon Ball Z: V.R.V.S.
- Dragon Blaze
- Dragon Breed
- Dragon Buster
- Dragon Saber
- Dragon Spirit
- Dragon's Lair
- Dragon's Lair II: Time Warp
- DrumMania series
- Duck Hunt (disponible pels sistemes recreatius PlayChoice-10 i Vs.)
- Dungeons & Dragons: Shadow over Mystara
- Dungeons & Dragons: Tower of Doom
- Dynamite Cop
- Dynasty Wars / Tenchi wo Kurau (Japó)
- Dynowarz

## E
- ESWAT Cyber Police
- Eagle
- Eco Fighters (a tot el món) / Ultimate Ecology (Japó)
- Egg Venture
- Ehrgeiz
- Elevator Action
- Elevator Action II
- Emeraldia
- Empire Strikes Back
- Espgaluda
- Espgaluda II
- ESP Ra De
- Evil Night
- Excitebike
- Exciting Soccer
- Exed Exes
- Exerizer (Japó) / Sky Fox (a tot el món)
- Exvania
- Eyes
- EZ2Dancer
- EZ2DJ

## F
- F/A (Fighter and Attacker)
- F-1 Race
- F-Zero AX
- Face Off
- Fairyland Story
- Fantasy Zone
- The Fast and the Furious
- Fast Lane
- Fatal Fury, la saga
  - Fatal Fury: King of Fighters / Garou Densetsu: Shukumei no Tatakai (Japó)
  - Fatal Fury 2 / Garou Densetsu 2: Arata-Naru Tatakai (Japó)
  - Fatal Fury Special / Garou Densetsu Special (Japó)
  - Fatal Fury 3: Road to the Final Victory / Garou Densetsu 3: Haruka-Naru Tatakai (Japó)
  - Real Bout Fatal Fury / Real Bout Garou Densetsu (Japó)
  - Real Bout Fatal Fury Special / Real Bout Garou Densetsu Special (Japó)
  - Real Bout Fatal Fury 2 - The Newcomers / Real Bout Garou Densetsu 2: The Newcomers (Japó)
  - Fatal Fury Wild Ambition / Garou Densetsu: Wild Ambition (Japó)
  - Garou: Mark of the Wolves
- Ferrari F355 Challenge
- Fighter's History
- Fighting Vipers
- Final Blow
- Final Fight
- Final Fight Revenge
- Final Lap
- Final Lap 2
- Final Lap 3
- Finest Hour
- Firefox
- Flicky
- Flipull/Plotting
- Flying Shark
- Food Fight
- Football Champ / Euro Champ '92 (Europa) / Hattrick Hero (Japó)
- Forgotten Worlds
- Four Trax
- Frenzy
- Frisky Tom
- Frogger
- Front Line
- Fun-E-Ball
- Futsball
- Formula 1 Dream

## G
- G-LOC: Air Battle
- Gain Ground
- Galaga
- Galaga '88
- Galaga Arrangement
- Galaxian
- Galaxian 3
- Galaxy Fight
- Gals Panic, la saga
- GameTap
- Gaplus
- Garou: Mark of the Wolves (vegeu Fatal Fury)
- Gauntlet
- Gauntlet II
- Gauntlet Legends
- Gauntlet: Dark Legacy
- Gee Bee
- Genpei ToumaDen
- Ghost Squad
- Ghosts 'n Goblins
- Ghouls 'n Ghosts
- Giga Wing
- Giga Wing 2
- Giga Wing Generations
- Gladiator (a tot el món) / Ougon no shiro (Japó)
- Golden Axe
- Golden Tee, la saga
- Golly! Ghost!
- Golly! Ghost! 2
- The Goonies
- Gorf
- Gotcha
- Gradius, la saga (vegeu també Salamander i Parodius)
  - Gradius
  - Gradius II
  - Gradius III
  - Gradius IV Fukkatsu
- Gran Trak 10
- Gravitar
- The Grid
- Grobda
- Guerrilla War
- GTI Club
- Guilty Gear, la saga
- GuitarFreaks
- Gun Fight
- Gun.Smoke
- Gunbird
- Gunbird 2
- Gunblade NY
- Guwange
- Gyruss

## H
- Hang-On
- Hangly-Man
- Hard Drivin'
- Hard Head series
- Hatris
- Haunted Castle
- Head On
- Heavy Barrel
- Hit the Ice
- Hogan's Alley
- Hold Off Red
- Holosseum
- Hopping Mappy
- Hot Chase
- House of the Dead, The
- House of the Dead 2, The
- House of the Dead III, The
- House of the Dead 4, The
- Hunchback
- Hydra
- Hydro Thunder
- Hyper Athlete
- Hyper Drive
- Hyperbowl
- Hyper Sports

## I
- I'm Sorry
- I, Robot
- Ibara
- Ice Climber
- Idol Mahjong Final Romance
- Idol Mahjong Housoukyoku
- The Idol Master
- Iemoto
- Iga Ninjutsuden
- IGMO
- Ikari Warriors III: The Rescue
- Ikari Warriors
- Ikaruga
- Ikki
- Image Fight
- Image Fight II
- Imekura Mahjong
- In The Groove
- In The Groove 2
- In the Hunt
- Incredible Crisis
- Indian Battle
- Indiana Jones and the Temple of Doom
- Indianapolis 500
- Indoor Soccer
- Indy 4
- Indy 500
- Indy 800
- Inferno
- Initial D Arcade Stage
- Innocent Sweeper: Silent Scope 2
- Insector
- Insector X
- Interceptor
- Interstellar
- Intrepid
- Intruder
- Invader Wars
- Invader's Revenge
- Invaders 2000
- The Invaders
- Invasion: The Abductors
- Invinco!
- IPM Invader
- The Irem Skins Game
- Iron Horse
- Ironman Ivan Stewart's Super Off Road
- Ironman Ivan Stewart's Super Off Road Track Pak
- The Irritating Maze
- Ixion

## J
- Jackal
- John Elway's Quarterback
- Johnny Nero: Action Hero
- Journey
- Joust
- Joust 2: Survival of the Fittest
- Jr. Pac-Man
- Jump Bug
- Jungle Hunt / Jungle King
- Jurassic Park
- Jurassic Park III
- Juno First

## K
- Kaitei Takara Sagashi
- Kangaroo
- Karate Champ
- Karnov
- Ketsui - Kizuna Jigoku Tachi
- Keyboardmania
- Kick (Kick Man)
- Kicker
- Kid Chameleon
- Kid Niki: Radical Ninja
- Killer Instinct
- Killer Instinct 2
- King and Balloon
- The King of Fighters series
  - The King Of Fighters 94
  - The King Of Fighters 95
  - The King Of Fighters 96
  - The King Of Fighters 97
  - The King Of Fighters 98
  - The King Of Fighters 99
  - The King Of Fighters 2000
  - The King Of Fighters 2001
  - The King Of Fighters 2002
  - The King Of Fighters 2003
  - The King Of Fighters Neowave
  - The King Of Fighters XI
  - The King Of Fighters Maximum Impact Alternative
  - The King Of Fighters XII (upcoming)
- King of Monsters
- Kizuna Encounter
- Klax
- Knights of the Round
- Konami '88 (88 Games)
- Kung Fu Master
- Kyuukai Douchuuki

## L
- Lady Bug
- LandMaker
- The Last Blade
- The Last Bounty Hunter
- Last Bronx
- Lee Trevino's Fighting Golf
- Legend of Kage
- Legend of Success Joe / Ashita no Joe Densetsu (Japan)
- Legendary Wings
- Let's Go by Train series
- Lethal Enforcers
- Libble Rabble
- Liberator
- Libero Grande
- Life Force (see Salamander)
- Lock 'n' Chase
- Loco-motion
- Lode Runner series
- The Lost World: Jurassic Park
- Lunar Lander
- Lunar Rescue

## M
- Mace: The Dark Age
- Mach Rider
- Mad Dog McCree
- Magic Sword
- Magical Drop (Japó) / Chain Reaction (món)
- Magician Lord
- Major Havoc
- Make Trax (món) / Crush Roller (Japó)
- Mambo A Go Go
- Manx TT Superbike
- Mappy
- Marble Madness
- Marchen Maze
- Mario Bros.
- Mario Kart Arcade GP
- Mario Kart Arcade GP 2
- Mario Kart Arcade GP DX
- Mars Matrix: Hyper Solid Shooting
- Martial Champion
- Marvel Land
- Marvel Super Heroes
- Marvel Super Heroes vs. Street Fighter
- Marvel vs. Capcom: Clash of Super Heroes
- Marvel vs. Capcom 2: New Age of Heroes
- Mat Mania
- Maximum Force
- MechWarrior
- Mega Man: The Power Battle (món) / Rockman: The Power Battle (Japó)
- Mega Man 2: The Power Fighters (món) / Rockman 2: The Power Fighters (Japó)
- Melty Blood
- Mercs (món) / Senjō no Ōkami II (Japó)
- Merry Rainbow
- Metal Black
- Metal Hawk
- Metal Slug
- Metal Slug 2
- Metal Slug 3
- Metal Slug X
- Metal Slug 4
- Metal Slug 5
- Metal Slug 6
- Metamorphic Force
- Metro Cross
- Michael Jackson's Moonwalker
- Midnight Resistance
- Mighty Bomb Jack
- Millipede
- Mirai Ninja
- Missile Command
- Missing in Action
- Mission X
- Mocap Boxing
- Momoko 120%
- Monster Maulers (Kyukyoku Sentai Dandadarn)
- Moon Patrol
- Mortal Kombat sèries
- Motos
- Mouse Trap
- Mr. Do!
- Mr. Do's Castle
- Mr. Driller sèries
- Ms. Pac-Man
- Mushihime-sama
- Mushihime-sama Futari
- Mushiking: King of the Beetles
- Mystic Marathon
- Mr Heli (aka Battle Chopper)

## N
- NAM-1975
- NARC
- NBA Jam
- NBA Showtime NBA on NBC
- Namco Classics Collection Volume 1
- Namco Classics Collection Volume 2
- Navalone
- Nebulas Ray
- Nekketsu Koha Kunio Kun (Japan) / Renegade (World)
- Neo Bomberman
- Neo Drift Out - New Technology
- NeoGeo Cup '98 - The Road to the Victory
- Neo Mr. Do!
- Neon FM: Dance Radio
- New Rally-X
- New Zealand Story
- NFL Blitz
- NFL Blitz 2000
- NFL Blitz '99
- Nightmare in the Dark
- Night Driver
- Nightmare On Elm Street
- Ninja Baseball Bat Man
- Ninja Combat
- Ninja Commando
- Ninja Gaiden (US) / Ninja Ryukenden (Japan) / Shadow Warriors (World)
- Ninja Kid
- Ninja Kid II
- Ninja Master's: Haoh Ninpou-chou

## O
- Operation Thunderbolt
- Operation Wolf
- Ordyne
- Out Run
- Out Zone
- OutRun 2
- OutRunners
- Over Top
- Ozma Wars
- Operation Wolf 3

## P
- P.O.W.: Prisoners of War
- Pac-Land
- Pac-Man
- Pac-Man Arrangement
- Pac-Mania
- Pac-Man Plus
- Pac & Pal
- Pachinko Sexy Reaction
- Pachinko Sexy Reaction 2
- Palamedes
- Pang (World) / Buster Bros. (US) / Pomping World (Japan)
- Panic Bomber
- Panic Park
- Paperboy
- ParaParaParadise
- Parodius series (see Gradius)
- Parasol Stars
- Payazzo
- Pengo
- Phelios
- Phoenix
- Phozon
- Pigskin 621 A.D.
- Pinball
- Pipe Mania
- Pipi & Bibi's
- Pistol Daimyo no Bouken
- Pit-Fighter
- Pitfall II: Lost Caverns
- Pleiads
- Pocket Fighter (Japan) / Super Gem Fighter: Mini Mix (World)
- Point Blank
- Point Blank 2
- Polaris
- Pole Position
- Pole Position II
- Police 911
- Police 911 2
- PONG
- Ponpoko
- Pooyan
- Pop'n Music
- Popeye
- Power Drift
- Power Instinct series
- Power Stone
- Power Stone 2
- The Powerpuff Girls
- Primal Rage
- Professor Pac-Man
- Progear
- Project Justice
- Prop Cycle
- Psy-Phi
- Psychic Force
- Psychic Force 2012
- Psyvariar
- Psyvariar 2
- Pump It Up series
- Punch-Out!!
- Punisher
- Purikura
- Purikura Daisakusen
- Puyo Puyo series
- Puzzle Bobble (Japan) / Bust A Move (US) series
- Puzzle Club
- Puzzle De Pon
- Puzz Loop
- Puzznic

## Q
- Qix
- Q*Bert
- Q*Bert's Qubes
- Quartet
- Quester
- Quiz King of Fighters
- Quiz Magic Academy series
- Quiz Nanairo Dreams - Nijiirochou no Kiseki

## R
- R-Type series
- Rad Mobile
- Radar Scope
- Radiant Silvergun
- Radikal Bikers
- Rage of the Dragons (Neo Geo)
- Raiden series
- Rainbow Islands
- Rainbow Islands Extra Version
- Rally-X
- Rampage
- Rampage World Tour
- Rampart
- Raptor Captor
- Rastan Saga
- Rastan Saga II / Nastar / Nastar Warrior
- Raster Blaster
- Ray Force
- RBI Baseball
- Re-Volt
- Reactor
- Red Baron
- Red Earth (a.k.a. Warzards)
- Renegade (World) / Nekketsu Koha Kunio-Kun (Japan)
- Resident Evil Survivor 2 - Code: Veronica
- The Return of Ishtar
- Revolution X
- Ridge Racer series
- Ring King
- Rival Schools: United By Fate
- Road Fighter
- Road Runner
- RoadBlasters
- RoboCop
- RoboCop 2
- Robotron: 2084
- Rockman EXE The Medal Operation
- Rodland
- Rolling Thunder
- Rolling Thunder 2
- Rompers
- Rush'n Attack
- Rygar
- Rock and Rage

## S
- S.T.U.N. Runner
- Salamander (see Gradius)
- Salamander 2 (see Gradius)
- Samba de Amigo
- Samurai Shodown series
  - Samurai Shodown
  - Samurai Shodown II
  - Samurai Shodown III
  - Samurai Shodown IV: Amakusa's Revenge
  - Samurai Shodown 64
  - Samurai Shodown 64: Warriors Rage
  - Samurai Shodown V
  - Samurai Shodown V Special
  - Samurai Shodown VI
- San Francisco Rush
- San Francisco Rush 2049
- Saturday Night Slam Masters
- Savage Bees
- Savage Reign
- Scramble
- Sea Wolf
- SEGA Marine Fishing
- Sega Ninja
- Sega Rally 2
- Sega Rally Championship
- Sega Super GT
- Sega Touring Car Championship
- SegaSonic the Hedgehog
- Sengeki Striker
- Sengoku
- Senko no Ronde
- Shadow Dancer
- Shadow Warriors (World) / Ninja Gaiden (US) / Ninja Ryukenden (Japan)
- Shao-Lin's Road
- Sheriff
- Shikigami No Shiro
- Shikigami No Shiro II
- Shikigami No Shiro III
- Shinobi
- Shock Troopers
- Shock Troopers: 2nd Squad
- Side Arms
- Side Arms Hyper Dyne
- Silent Scope
- The Simpsons
- Sinistar
- Skee ball
- Sky Kid
- Sky Kid Deluxe
- Slalom
- Slugfest
- Smash TV
- Smashing Drive
- Smokin' Token
- Snakeball
- Snow Bros
- Solar Assault (see Gradius)
- Solomon's Key
- Solvalou
- Sonic Blast Man
- Sonic the Fighters
- SonSon
- SOS
- Soukyugurentai (Japan) / Terra Diver (World)
- Soul Calibur
- Soul Calibur II
- Soul Calibur III
- Soul Edge
- South Park
- Space Ace
- Space Bomber
- Space Chaser
- Space Duel
- Space Fever
- Space Fury
- Space Gun
- Space Harrier
- Space Invaders
- Space Panic
- Space Race
- Space Wars
- Star Wars: The Empire Strikes Back
- Splat!
- Splatterhouse
- Spectar
- Speed Racer
- Spelunker
- Spider-Man: The Video Game
- Spiders
- Sprint 2
- Spy Hunter
- Star Castle
- Star Fire
- Star Force
- Star Gladiator
- Star Trek
- Star Wars
- Stargate
- Starhawk
- Steel Gunner
- Steel Gunner 2
- Steep Slope Sliders
- Street Fighter series
- Street Smart
- Strider series
- Strike Force
- Strikers 1945
- Strikers 1945 II
- Strikers 1945 III / Strikers 1999 (Japan)
- Strikers 1945 Plus
- S.T.U.N. Runner
- Subroc-3D
- Sundance
- Sunset Riders
- Super Battletoads
- Super Cobra
- Super Contra
- Super Dodge Ball
- Super Don Quix-ote
- Super Hang-on
- Superman: The Video Game
- Super Mario Bros. (available on PlayChoice-10; see also Vs. Super Mario Bros.)
- Super Monkey Ball
- Super Pac-Man
- Super Punch-Out!!
- Super Puzzle Fighter II Turbo
- Super Qix
- Super Shot
- Super Sprint
- Super World Court
- Super Xevious
- Survivor
- Suzuka 8 Hours
- SVC Chaos: SNK vs. Capcom

## T
- Tag Team Wrestling
- Taiko: Drum Master
- Tank
- Tank Battalion
- Tank Force
- Tapper
- Targ
- Tattoo Assassins
- Tech Romancer
- Tecmo Bowl
- Teddy Boy
- Teenage Mutant Ninja Turtles (World) / Teenage Mutant Hero Turtles (UK)
- Teenage Mutant Ninja Turtles: Turtles in Time
- Target: Terror
- Tekken series (1, 2, 3, Tag Tournament, 4, 5)
- Tempest
- Terminator 2: Judgment Day
- Tetris series
- Thayer's Quest
- Thief
- Thunder & Lightning
- Thunder Ceptor
- Thunder Ceptor II
- Tiger Heli
- Timber
- Time Crisis series
- Time Gal
- Time Killers
- Time Pilot
- Time Soldiers
- Time Traveler
- Tinkle Pit
- Tintin: Destination Adventure
- Tintin: Prisoners of The Sun
- Tintin in Tibet
- Tintin on the Moon
- Toki
- Tokyo Cop
- Toobin'
- Total Carnage
- Touch Me
- Tower of Druaga
- Tower of Power
- Toy Pop
- Track and Field
- Trigger Heart Exelica
- Trio The Punch - Never Forget Me...
- Trojan
- Tron
- Truxton / Tatsujin (Japan)
- Turbo Outrun
- Tux Racer
- Twin Cobra / Kyukyoku Tiger (Japan)
- Twin Cobra II / Kyukyoku Tiger II (Japan)
- Twinbee
- Twinkle Star Sprites
- TX-1
- Thundercross
- Thundercross 2
- Typhoon

## U
- U.N. Command
- U.S. Championship V'Ball
- U.S. Classic
- U.S. Navy (Japan) / Carrier Air Wing (World)
- Uchhannanchan no Honoo no Challenge: Ultra Denryuu IraIra Bou
- UFO Chase
- UFO Robo Dangar
- Ufo Senshi Yohko Chan
- The Ultimate 11
- Ultimate Hockey
- Ultimate Mortal Kombat 3
- Ultimate Tennis
- Ultra Balloon
- Ultra Quiz
- Ultra Sports
- Ultra Tank
- Ultra X Weapon
- Ultraman
- UmJammer Lammy
- UN Squadron
- Under Defeat
- Under Fire
- Undercover Cops
- The Undoukai
- Uniwars
- Untouchable
- The Untouchable
- Uo Poko
- Up 'n down
- Up Scope
- Up Your Alley
- Urashima Mahjong
- UltraCade
- Urban Champion
- Us Vs. Them
- USAAF Mustang

## V
- Valkyrie no Densetsu
- Valve Limit
- Vanguard
- Vapor Trail: Hyper Offence Formation
- Vastar
- Vendetta
- Venture
- Vigilante
- Virtua Cop series
- Virtua Fighter series
  - Virtua Fighter
  - Virtua Fighter 2
  - Virtua Fighter Remix
  - Virtua Fighter Kids
  - Virtua Fighter 3
  - Virtua Fighter 3 - Team Battle
  - Virtua Fighter 4
  - Virtua Fighter 4: Evolution
  - Virtua Fighter 4 Final Tuned
  - Virtua Fighter 5
- Virtua Racing
- Virtua Striker series
- Virtua Tennis
- Virtual On
- Volfied
- Vs. Super Mario Bros. (See also: Nintendo Vs. Series)
- Vulgus

## W
- Waku Waku 7
- Wangan Midnight Maximum Tune
- War Gods
- Wardner
- The War of the Worlds
- Warlords
- Warp and Warp
- Warpman
- Warriors of Fate
- WCCF
- Whac-A-Mole
- Whistle Stop
- Who Dunit
- Wild Gunman
- Wild Riders
- Willow
- Windjammers / Flying Power Disc (Japan)
- Wizard of Wor
- Wonder Boy
- Wonder Boy in Monster Land
- Wonder Boy III: Monster Lair
- Wonder Momo
- World Court
- World Heroes series
- World Stadium series
- Wrecking Crew
- Wrestle War
- WWF WrestleFest
- WWF Superstars
- WWF Wrestlemania

## X
- X Multiply
- X-Men
- X-Men: Children of the Atom
- X-Men vs. Street Fighter
- Xain'd Sleena
- Xantia Elite
- Xenon
- Xenophobe
- Xevious
- Xevious 3D/G
- Xexex
- Xtom 3D
- Xtreme Rally
- XX Mission
- Xybots

## Y
- Yam! Yam!?
- Yamato
- Yie-Ar Kung Fu
- Yomaninbocho
- Youjuden
- Yokai Douchuuki
- Youlide-Chui Nu
- Youma Ninpou Chou
- Yukiwo

## Z
- Zaxxon
- Zed Blade
- Zektor
- Zero Gunner
- Zero Gunner 2
- Zero Point
- Zero Point
- Zero Point 2
- Zero Team
- Zero Wing
- Zero Zone
- Zing Zing Zip
- Zippy Race
- Zoar
- Zodiack
- Zoids Card Colosseum
- Zoids Infinity
- Zombie Raid
- Zombie Revenge
- Zone Hunter
- Zoo Keeper
- Zool
- Zoom, Zoom
- Zun Zun Block
- Zunzunkyou No Yabou
- Zupapa
- Zwackery
- Zzyzzyxx

### Revistes
- Game Informer
- GamePro
- GameRoom Magazine
- Zoobooks On Any Animals